# Les Rosiers-sur-Loire
Les Rosiers-sur-Loire korábbi község Franciaország Loire mente régiójában, Maine-et-Loire megyében. 2018. január 1-jén beolvadt Gennes-Val-de-Loire új községbe.
Lakosainak száma 2379 fő (2018. január 1.). Les Rosiers-sur-Loire Beaufort-en-Anjou, Chênehutte-Trèves-Cunault, Gennes-Val-de-Loire, Longué-Jumelles, La Ménitré, Saint-Clément-des-Levées és Le Thoureil községekkel határos.

## Népesség
A település népességének változása:
| Lakosok száma | 2327 | 2305 | 8858 | 2309 | 2379 |
|               | 2013 | 2015 | 2016 | 2017 | 2018 |